# Breitscheid, Neuwied
 Breitscheid  là một đô thị thuộc huyện Neuwied, trong bang Rheinland-Pfalz, phía tây nước Đức. Đô thị Breitscheid, Neuwied có diện tích 12,21 km², dân số thời điểm ngày 31 tháng 12 năm 2006 là 2295 người.